# Weißflügel-Trompetervogel
Der Weißflügel-Trompetervogel (Psophia leucoptera), auch Weißrücken-Trompetervogel,  ist ein 36 bis 50 Zentimeter großer Vertreter aus der Familie der Trompetervögel. Das Körpergewicht beträgt ca. 1 Kilogramm.

## Aussehen
Diese Tiere haben ein schwarzes Gefieder bis auf die namensgebenden weißen Flügel. Der Schnabel ist gelb und die kräftigen Beine sind grau. Ihre stark gewölbten Flügel halten sie stets etwas von Körper weg. Das Gefieder sitzt locker auf ihrer Haut. Am Kopf, dem Hals wirkt das Gefieder samtartig und am Rücken bauschig. Die Männchen sind etwas größer als die Weibchen.

## Verbreitung und Lebensraum
Sie kommen in den Regenwäldern Westbrasiliens, Perus und Boliviens vor. Sie meiden vom Menschen umgestaltete Bereiche ihres Lebensraumes und ziehen sich in unberührte Bereiche des Urwaldes zurück.

## Lebensweise
Sie streifen am Waldboden in kleineren Gruppen unter der Führung eines Leittiers umher. Ihre Nahrung besteht aus Beeren, Fallobst, Würmern, Insekten, vor allem Ameisen und anderen Weichtieren. Wenn Gefahr droht, fliegen sie auf die Äste höherer Bäume oder versuchen, dem Feind am Boden davonzurennen. Sie sind auch gute Schwimmer und suchen seichte Wasserstellen zum Baden auf. Die Nacht verbringen sie in den Kronen höherer Bäume. Die Lebenserwartung beträgt ca. 10 Jahre.

## Fortpflanzung
Die Männchen des Weißflügel-Trompetervogels haben eine starke, weit hörbare, brummende, manchmal auch muhende Stimme, die sie in der Paarungszeit ertönen lassen. In der Balzzeit plustern sich die Männchen vor den Weibchen auf und zeigen ihr prächtiges metallisch schimmerndes Gefieder am Vorderhals. Nur das dominanteste Weibchen paart sich mit mehreren Männchen. Während der Brutzeit meist im März oder April baut das Weibchen in niedrigen Baumhöhen oder gleich auf dem Erdboden sein Nest. Es besteht nur aus einigen wenigen Grashalmen. Das Gelege umfasst 6 bis 10 schmutzig weiße Eier mit rauer Schale. Das Gewicht eines einzelnen Eis beträgt ca. 76 Gramm. Die Brutdauer beträgt 23 Tage. Das Brutgeschäft und die Aufzucht der Jungen werden nur vom Weibchen übernommen. Nach dem Schlupf sind die Jungen sofort selbständig und gehen zusammen mit den Altvögeln auf Nahrungssuche. Die Jungvögel haben ein dichtes dunkles Daunengefieder zur besseren Tarnung.

## Gefährdung und Schutzmaßnahmen
Da diese Art langsam zurückgeht, wird sie von der IUCN als (Near Threatened) potentiell gefährdet eingestuft. Die Gründe hierfür sind Jagd, Holzeinschlag und die Umwandlung ihres Lebensraumes in landwirtschaftliche Flächen. Zum Schutz der Art wurden in ihrem Lebensraum mehrere Schutzgebiete ausgewiesen.

## Nutzung
Die Einheimischen der Gegend ihres Lebensraumes halten sich diese Tiere wegen ihres Gesangs. Zudem warnt er mit sehr lauter Stimme vor Gefahren wie wilde Tiere.